# Johnny Peirson
John Frederick „Johnny“ Peirson (* 21. Juli 1925 in Winnipeg, Manitoba; † 16. April 2021 in Wayland, Massachusetts, USA) war ein kanadischer Eishockeyspieler, der von 1947 bis 1958 für die Boston Bruins in der National Hockey League (NHL) auf der Position des rechten Flügelstürmers gespielt hat.

## Karriere
Peirson machte sich als junger Spieler im Umfeld der Bruins keine großen Hoffnungen auf eine Karriere in der National Hockey League. Ein Wettskandal in der Saison 1947/48 ermöglichte ihm jedoch den Sprung in die NHL, wo er bei den Boston Bruins anfangs jährlich 4.500 Dollar verdiente. Er nutzte die Chance und entwickelte sich zu einem soliden Angreifer, der viermal über 20 Tore erzielen konnte. Dies brachte ihm auch zwei Nominierungen für das NHL All-Star Game ein. Nach Ende der Saison 1953/54 beendete er seine Karriere, doch nach einem Jahr Pause kehrte er für weitere drei Spielzeiten in die NHL zurück.

## Auszeichnungen
- Teilnahme am NHL All-Star Game: 1950 und 1951